# Battle Lines
Battle Lines (auch Voice Mail) ist das dritte Soloalbum des englischen Rockmusikers John Wetton, das am 17. Juni 1994 erschien. Das Album ist vor allem dem Progressive Rock zuzuordnen.

## Geschichte
Battle Lines/Voice Mail ist das dritte Soloalbum des englischen Rockmusikers John Wetton. Ursprünglich am 17. Juni 1994 nur in Japan veröffentlicht, wurde es international als Battle Lines mit demselben musikalischen Inhalt, aber unterschiedlichem Artwork erneut veröffentlicht.

## Titelliste
Die Lieder (Texte, Musik) wurden von John Wetton, Bob Marlette (1, 2, 6, 7, 9, 10), Bob Mitchell (1, 6), Jed Leiber (3), Simon Phillips (3), John Young (4), Bruce Turgon (5), Jim Peterik (8) geschrieben.
1. "Right Where I Wanted to Be" – 4:55
2. "Battle Lines" – 5:26
3. "Jane" – 4:19
4. "Crime of Passion" – 4:43
5. "Sand in My Hand" – 3:48
6. "Sea of Mercy" – 4:40
7. "Hold Me Now" – 5:59
8. "Space and Time" – 4:07
9. "Walking on Air" – 3:10
10. "You’re Not the Only One" – 4:58
11. "Battle Lines" (Acoustic Version) – 5:31 (1996 Bonus)